# Maria Batzer
Maria Batzer (* 17. August 1877 in Diez; † 28. August 1965 in Offenburg) war eine deutsche Schriftstellerin.

## Leben
Maria Batzer war die Tochter eines Militärarztes. Sie verbrachte
ihre Jugend mit ihrer Familie in diversen Garnisonsstädten. Nach dem Tod des Vaters im Jahre 1890 pflegte Maria Batzer engen Kontakt zu einer Freundin ihrer Mutter; da diese Freundin Hofdame am Hof der Hohenzollern in der Residenzstadt Sigmaringen gewesen war, erhielt Maria Batzer prägende Eindrücke vom höfischen Leben in einer solchen Residenz. Während ihr offizieller Wohnsitz Offenburg war, lebte Maria Batzer vorwiegend in Haigerloch bei der Familie eines Onkels, der auch in Diensten des Fürstlichen Hauses Hohenzollern stand. In ihren seit 1906 erschienenen Erzählungen, die meist für junge Leser geschrieben sind, verarbeitete sie häufig ihre eigenen Erlebnisse in Haigerloch und Umgebung. Ab 1926 war Maria Batzer offiziell in Haigerloch ansässig;
erst 1962 zog sie nach Offenburg um, wo sie ihre letzten Lebensjahre in einem Altersheim verbrachte.

## Werke
- Aus dem Leben, Dresden 1906
- Aus frohen Kindertagen, Nürnberg 1912
- Der Puppenspieler und andere lustige Kindergeschichten, Essen-Ruhr 1912
- Am Torwarthäuschen, Nürnberg
  - 1. Erzählungen für Kinder, 1913
  - 2. Noch 15 Erzählungen für Kinder, 1913
- Aus Dorf und Stadt, Nürnberg 1914
- Vergnügte Leutchen, Nürnberg 1915
- Rotstrümpfchen, Nürnberg 1916
- Schwarzwald-Kinder, Freiburg i.Br. 1919
- Im grünen Wagen, Freiburg 1925
- Komm, laß dir was erzählen!, Innsbruck 1925
- Müslin und seine Tante Loline, Freiburg i.Br. 1926
- Der Rosenbub, Stuttgart 1930
- Mohrle und ihre Freunde vom Pfennigbund, Stuttgart 1931
- Eine Schulmädchengeschichte, Reutlingen 1933
- Jüngferle oder Das kleine Frauenzimmer mit den vielen Namen, Stuttgart 1934
- Der Glücksbringer, Berlin 1936
- Brigitte, Stuttgart 1938
- Der erste Schnee, Stuttgart 1939
- Mirrleins Garten, Stuttgart 1942